# Antiquus Scriptum
Antiquus Scriptum – portugalski zespół wykonujący połączenie gatunków black metal oraz viking metal. Powstał w miejscowości Almada w 1998.

## Członkowie zespołu
- Ricardo "R. V." Vieira – keyboard, sample, perkusja, śpiew (chórki) (2008 – obecnie)
- Sacerdos Magus – śpiew, gitara, gitara basowa, programowanie (1998 – obecnie)
- Paulo "Nyx Sludgedweller" Vieira – śpiew (chórki), gitara (prowadząca) (2002 – obecnie)
- Marcos "Odium" Martins – keyboard (2013 – obecnie)[1]

## Dyskografia
- Tales From The Past Millennium (1999, Demo)
- Al – Mahadan MCMXCIX (1999, Demo)
- In Pulverem Reverteris (2000, Demo)
- Abi In Malam Pestem (2002, LP)
- Immortalis Factus (2008, LP)
- Inner Depression (Syndromes of Fear) (2009, kompilacja)
- Ex-Libris (2010, kompilacja)
- Dethroned Emperor (2010, singiel)
- Conclamatum Est (2010, LP)
- Symphonies of Winter Through Eternal Forests (2012, LP)
- ... Recôndito é o Nocturno Covil do Misantropo... (Tristeza & Honra em IV Capítulos) (2012, kompilacja)
- ... Enterrai os Vivos e Cuidai dos Mortos... (2013, split)
- Ars Longa, Vita Brevis...	(2013, LP)
- Recovering The Throne (Tribute Album) (2014)[2][1]